# ردای پادشاهی

امپراتور فرانسه ناپلئون اول تاج‌گذاری امپراتور خود را بر عهده گرفت. هر دو ردای پادشاهی پوشیده‌اند.

ردای پادشاهی (به انگلیسی: Royal mantle) یا به عبارت ساده‌تر ردا (Mantle)، لباسی است که معمولاً توسط امپراتوران، پادشاهان یا ملکه‌ها به عنوان نمادی از اقتدار پوشیده می‌شود. هنگامی که در مراسم تاج‌گذاری پوشیده می‌شود، چنین مانتوهایی ممکن است به عنوان رداهای تاج‌گذاری شناخته شوند. بسیاری از شاهزادگان نیز چنین ردایی می‌پوشند. گاهی رداها تنها یک بار پوشیده می‌شوند، اما در موارد دیگر ممکن است در مناسبت‌های دیگری مانند هنگام افتتاحیه جلسه مجلس قانون‌گذاری کشور پوشیده یا استفاده شوند. رداها همچنین در پرتره‌های دولتی و آثار هنری که پادشاهان و شاهزادگان را به نمایش می‌گذارند، برجسته هستند.